# Dąg
Dąg (deutsch Dungen) ist ein Ort in der polnischen Woiwodschaft Ermland-Masuren. Er gehört zur Gmina Łukta (Landgemeinde Locken) im Powiat Ostródzki (Kreis Osterode in Ostpreußen).

## Geographische Lage
Dąg liegt am Flüsschen Locke (polnisch Łukta) im Westen der Woiwodschaft Ermland-Masuren, elf Kilometer nordöstlich der Kreisstadt Ostróda (deutsch Osterode in Ostpreußen).

## Geschichte
Die prußischen Ordensbrüder Waysete, Pomene und Wigel gründeten 1382 das kleine Dorf Dungen unweit der Försterei Taberbrück (polnisch Tabórz). Am 28. Juli 1769 teilten die Behörden das Dorf auf in Dungen und Plichten (polnisch Plichta).
Von 1874 bis 1945 war Dungen (mit dem Ortsteil Pupken, polnisch Pupki) in den Amtsbezirk Taberbrück im Kreis Osterode in Ostpreußen eingegliedert.
Im Jahre 1910 wohnten in Dungen 176 Menschen. Ihre Zahl stieg bis 1933 auf 194 und belief sich 1939 auf 188.
In Kriegsfolge kam 1945 das gesamte südliche Ostpreußen – und mit ihm Dungen – an Polen. Das Dorf erhielt die polnische Namensform „Dąg“ und ist heute mit dem Sitz eines Schulzenamts (polnisch Sołectwo) eine Ortschaft im Verbund der Landgemeinde Łukta (Locken) im Powiat Ostródzki (Kreis Osterode in Ostpreußen), bis 1998 der Woiwodschaft Olsztyn, seither der Woiwodschaft Ermland-Masuren mit Sitz in Olsztyn (Allenstein) zugehörig.

## Kirche
Bis 1945 war Dungen in die evangelische Kirche Locken in der Kirchenprovinz Ostpreußen der Kirche der Altpreußischen Union, sowie in die römisch-katholische Kirche Osterode in Ostpreußen eingepfarrt.
Heute gehört Dąg katholischerseits zur Pfarrei in Łukta im Erzbistum Ermland, und evangelischerseits zur Kirche Łęguty (Langgut), einer Filialkirche von Ostróda in der Diözese Masuren der Evangelisch-Augsburgischen Kirche in Polen.

## Verkehr
Dąg liegt an einer Nebenstraße, die Plichta (Plichten) mit Molza (Moldsen) verbindet. Eine Bahnanbindung besteht nicht.